# Anadara kagoshimensis

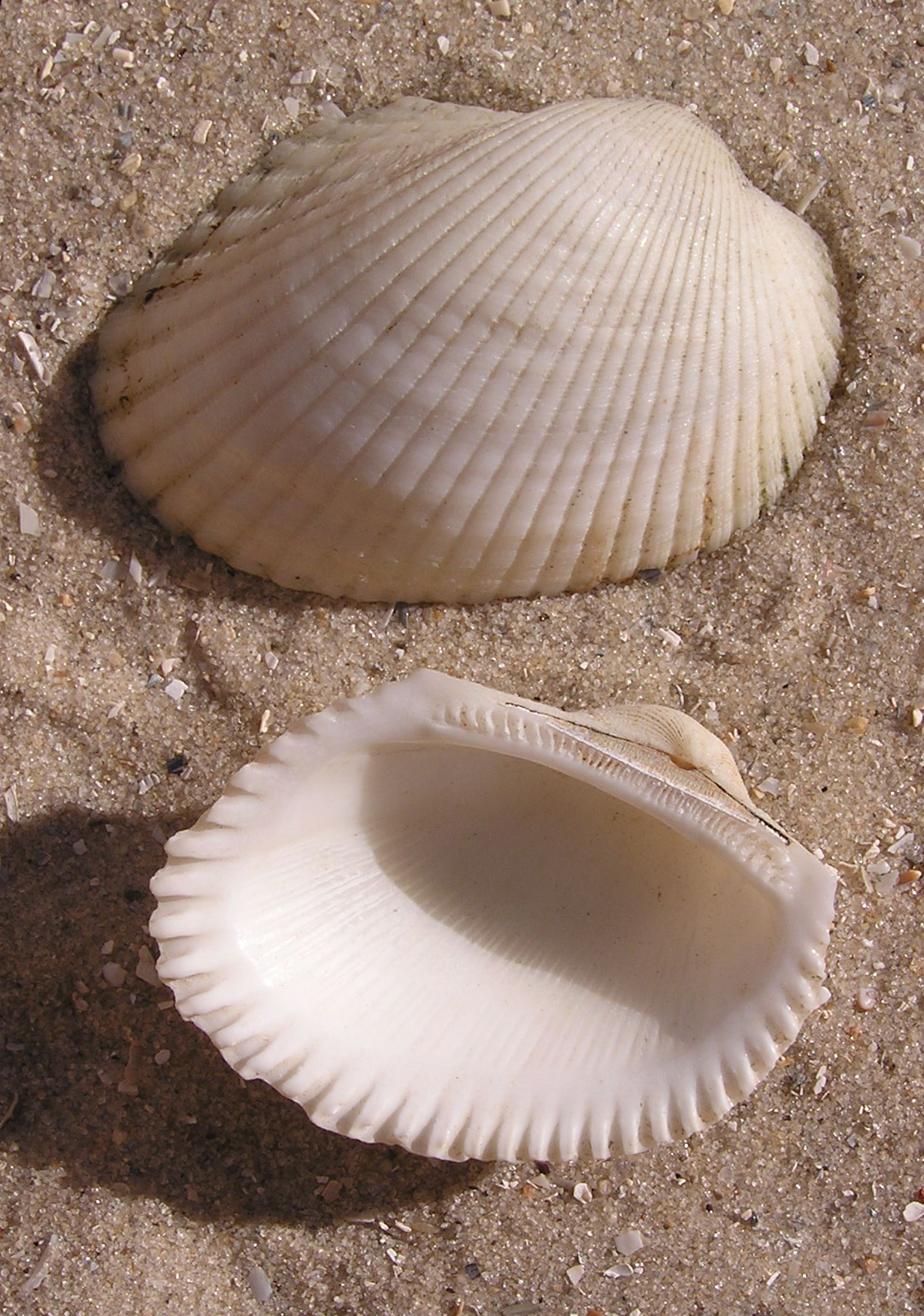
Sò lông Nhật Bản

Sò lông (danh pháp hai phần: Anadara kagoshimensis) là một loài động vật thân mềm thuộc họ sò (Arcidae), có hai mảnh vỏ hình bầu dục, ngả về phía trước. Trong y học cổ truyền, sò lông được dùng với tên thuốc là mao kham với dược liệu là thịt sò và vỏ sò. Chúng còn có tên gọi là sò lông biển.

## Phân bố
Đây là loại sò nhiệt đới, phân bố tại các vùng biển nhiệt đới gồm vùng Ấn Độ Dương-Thái Bình Dương từ đông châu Phi đến châu Úc, Nhật Bản. Tại Việt Nam sò lông phân bố nhiều nơi như Kiên Giang, Huế Loài Anadara subcrenata phân bố theo địa phương ở Manila, Philippines, và Nagasaki, Mie, Vịnh Tokyo, Akita, Nhật Bản.

## Đặc điểm
Sò lông có hình dạng khá giống với sò huyết nhưng lớn hơn sò huyết. Hai mảnh vỏ không bằng nhau trong đó vỏ bên trái lớn hơn vỏ bên phải. Mặt ngoài vỏ, có từ 30-35 đường gờ, các đường gờ tỏa ra từ đỉnh xuống tới mép vỏ được cấu tạo bởi các vẩy xếp chồng lên nhau trông giống như ngói lợp. Da của vỏ màu nâu phát triển thành lông (nên mới gọi là sò lông). Bản lề hẹp và hướng về phía sau. Sò lớn khoảng 48 mm chiều dài, 38 mm chiều cao và 32 mm bề ngang.
Thịt sò lông (mao kham nhục) có vị ngọt, mặn, tính ấm, không độc có tác dụng bổ huyết ôn trung, kiện vị, chữa thiếu máu, huyết hư, tiêu hóa kém, đau dạ dày. Nói chung, sò lông chứa rất nhiều chất đạm, các thành phần chất dinh dưỡng giúp tăng cường sự dẻo dai và năng lượng.

## Công dụng
Theo y học cổ truyền thì sò lông vị ngọt, mặn, tính ấm, không độc, có tác dụng bổ huyết, chữa thiếu máu, huyết hư, tiêu hóa kém, đau dạ dày. Nên ăn nhiều sò lông nếu bị viêm loét dạ dày - tá tràng, tiêu hóa kém hay bị thiếu máu, đây cũng là món nên ăn thường xuyên. Sò lông là nguyên liệu để chế biến thành nhiều món ăn ngon như dưa leo trộn sò lông, mì Ý xào hải sản, sò lông xào bông cải,...

## Nuôi trồng
Sò lông được nuôi trồng nhiều ở huyện Kiên Giang với diện tích lên đến 1.000ha, giá sò lông từ 2.000-2.500 đồng/kg. Trong quá trình nuôi trồng cũng phát sinh nhiều vấn đề liên quan đến vệ sinh an toàn thực phẩm, thậm chính có thời gian thị trường sò lông ở Kiên Lương đã gần như đóng băng, giá sò quá thấp, giảm còn 500 đồng/kg khiến người nuôi bị thua lỗ